# Liga Campionilor 2013-2014
Liga Campionilor UEFA 2013-2014 este cea de-a 59-a ediție a celei mai importante competiții de fotbal inter-cluburi din Europa, a 22-a sub denumirea de Liga Campionilor și a cincea în noul format aprobat de UEFA la data de 30 noiembrie 2007.
Finala Ligii Campionilor 2014 s-a jucat între Real Madrid și Atlético Madrid pe Estádio da Luz din Lisabona, Portugalia, fiind a 5-a finală în care se întâlnesc două echipe din aceeași țară, și pentru prima oară în istoria competiției când amebele finaliste sunt din același oraș. Deținătoarea trofeului, Bayern München, a fost eliminată în semifinale de eventuala câștigătoare Real Madrid. 

## Echipe participante
Un total de 76 de echipe din 52 de asociații UEFA participă 2013–14 în Liga Campionilor 2013-2014 (exceptând Liechtensteinul, care nu are un campionat național, și Gibraltarul, care va începe să participe din sezonul 2014–15 după ce a aderat la UEFA în mai 2013). Clasamentul asociațiilor bazat pe Coeficientul UEFA pe țări este utilizat pentru a determina numbărul de echipe participante pentru fiecare asociație:
- Asociațiile 1–3 au fiecare câte 4 echipe calificate
- Asociațiile 4–6 au fiecare câte 3 echipe calificate
- Asociațiile 7–15 au fiecare câte 2 echipe calificate
- Asociațiile 16–53 (înafară de Liechtenstein) au fiecare câte o echipă calificată

Câștigătoarea Ligii Campionilor 2012-2013 are un loc rezervat ca deținătoarea trofeului și nu este nevoită să se califice pentru ediția 2013–14 prin intermediul campionatului național (din cauza restricției prin care asociațiile nu pot avea mai mult de patru echipe în Liga Campionilor, în cazul în care campioana en-titre este din primele trei asociații și se clasează în campionatul național în afara primelor patru echipe, titulara intră în competiție în locul celei de-a patra echipă din asociația lor). Totuși, acest loc adițional nu este necesar în acest sezon întrucât deținătoarea titlului s-a calificat în competiție prin intermediul campionatului național.

### Clasamentul asociațiilor
Pentru Liga Campionilor 2013-2014, asociațiile au avut alocate locuri conform coeficienților lor UEFA din 2012, care iau în calcul performanțele lor în competițiile europene între 2007–08 și 2011–12.
| Poz | Asociație  | Coef.  | Echipe |
| --- | ---------- | ------ | ------ |
| 1   | Anglia     | 84.410 | 4      |
| 2   | Spania     | 84.186 | 4      |
| 3   | Germania   | 75.186 | 4      |
| 4   | Italia     | 59.981 | 3      |
| 5   | Portugalia | 55.346 | 3      |
| 6   | Franța     | 54.178 | 3      |
| 7   | Rusia      | 47.832 | 2      |
| 8   | Olanda     | 45.515 | 2      |
| 9   | Ucraina    | 45.133 | 2      |
| 10  | Grecia     | 37.100 | 2      |
| 11  | Turcia     | 34.050 | 2      |
| 12  | Belgia     | 32.400 | 2      |
| 13  | Danemarca  | 27.525 | 2      |
| 14  | Elveția    | 26.800 | 2      |
| 15  | Austria    | 26.325 | 2      |
| 16  | Cipru      | 25.499 | 1      |
| 17  | Israel     | 22.000 | 1      |
| 18  | Scoția     | 21.141 | 1      |

| Poz | Asociație             | Coef.  | Echipe |
| --- | --------------------- | ------ | ------ |
| 19  | Cehia                 | 20.350 | 1      |
| 20  | Polonia               | 19.916 | 1      |
| 21  | Croația               | 18.874 | 1      |
| 22  | România               | 18.824 | 1      |
| 23  | Belarus               | 18.208 | 1      |
| 24  | Suedia                | 15.900 | 1      |
| 25  | Slovacia              | 14.874 | 1      |
| 26  | Norvegia              | 14.675 | 1      |
| 27  | Serbia                | 14.250 | 1      |
| 28  | Bulgaria              | 14.250 | 1      |
| 29  | Ungaria               | 9.750  | 1      |
| 30  | Finlanda              | 9.133  | 1      |
| 31  | Georgia               | 8.666  | 1      |
| 32  | Bosnia și Herzegovina | 8.416  | 1      |
| 33  | Irlanda               | 7.375  | 1      |
| 34  | Slovenia              | 7.124  | 1      |
| 35  | Lituania              | 6.875  | 1      |
| 36  | Moldova               | 6.749  | 1      |

| Poz | Asociație       | Coef. | Echipe |
| --- | --------------- | ----- | ------ |
| 37  | Azerbaijan      | 6.207 | 1      |
| 38  | Latvia          | 5.874 | 1      |
| 39  | Macedonia       | 5.666 | 1      |
| 40  | Kazahstan       | 5.333 | 1      |
| 41  | Islanda         | 5.332 | 1      |
| 42  | Muntenegru      | 4.375 | 1      |
| 43  | Liechtenstein   | 4.000 | 0      |
| 44  | Albania         | 3.916 | 1      |
| 45  | Malta           | 3.083 | 1      |
| 46  | Țara Galilor    | 2.749 | 1      |
| 47  | Estonia         | 2.666 | 1      |
| 48  | Irlanda de Nord | 2.583 | 1      |
| 49  | Luxemburg       | 2.333 | 1      |
| 50  | Armenia         | 2.208 | 1      |
| 51  | Insulele Feroe  | 1.416 | 1      |
| 52  | Andorra         | 1.000 | 1      |
| 53  | San Marino      | 0.916 | 1      |
| 54  | Gibraltar       | 0.000 | 0      |

### Distribuție
Întrucât deționătoarea trofeului (Bayern München) s-a calificat în faza grupelor Ligii Campionilor prin campionatul național, locul din faza grupelor rezervat de deținătoarei trofeului este vacant, și sistemul implicit de laocare a locurilo suferă următoarele schimbări:
- Campioana asociației 13 (Danemarca) este promovată din al treilea tur preliminar în faza grupelor.
- Campioana asociației 16 (Cipru) este promovată din al doilea tur preliminar în al treilea tur preliminar.
- Campioanele asociațiilor 48 (Irlanda de Nord) și 49 (Luxembourg) sunt promovate din primul tur preliminar în al doilea tur preliminar.

|                                         |                                         | Echipe intrânde în această rundă                                                                                                | Echipe avansate din runda precedentă                                                                          |
| --------------------------------------- | --------------------------------------- | --- | --- |
| Primul tur preliminar (4 echipe)        | Primul tur preliminar (4 echipe)        | - 4 campioane din asociațiile 50–53                                                                                             | |
| Al doilea tur preliminar (34 de echipe) | Al doilea tur preliminar (34 de echipe) | - 32 de campioane din asociațiile 17–49 (exceptând Liechtenstein)                                                               | - 2 câștigătoare din primul tur preliminar                                                                    |
| Al treilea tur preliminar               | Campioane (20 de echipe)                | - 3 de campioane din asociațiile 14–16                                                                                          | - 17 câștigătoare din al doilea tur preliminar                                                                |
| Al treilea tur preliminar               | Non-campioane (10 echipe)               | - 9 vice-campioane din asociațiile 7–15 - 1 third-placed team from association 6                                                | |
| Runda play-off                          | Campioane (10 echipe)                   | | - 10 câștigătoare din al treilea tur preliminar                                                               |
| Runda play-off                          | Non-campioane (10 echipe)               | - 2 echipe clasate pe locul 3 din asociațiile 4–5 - 3 echipe clasate pe locul 4 din asociațiile 1–3                             | - 5 câștigătoare din al treilea tur preliminar pentru non-campioane                                           |
| Faza grupelor (32 de echipe)            | Faza grupelor (32 de echipe)            | - 13 de campioane din asociațiile 1–13 - 6 vice-campioane din asociațiile 1–6 - 3 echipe clasate pe locul 3 din asociațiile 1–3 | - 5 câștigătoare din runda play-off pentru campioane - 5 câștigătoare din runda play-off pentru non-campioane |
| Faza eliminatorie (16 echipe)           | Faza eliminatorie (16 echipe)           | | - 8 câștigătoare ale grupelor din faza grupelor - 8 clasate pe locul doi în grupele din faza grupelor         |

### Echipe
Poziția echipei în campionatul intern în sezonul precedent este afișată în paranteze (DT: deținătoarea trofeului).
| Faza grupelor           | Faza grupelor                    | Faza grupelor              | Faza grupelor           |
| ----------------------- | -------------------------------- | -------------------------- | ----------------------- |
| Bayern München (DT/1st) | Atlético Madrid (3rd)            | Benfica (2nd)              | Shakhtar Donetsk (1st)  |
| Manchester United (1st) | Borussia Dortmund (2nd)          | Paris Saint-Germain (1st)  | Olympiacos (1st)        |
| Manchester City (2nd)   | Bayer Leverkusen (3rd)           | Marseille (2nd)            | Galatasaray (1st)       |
| Chelsea (3rd)           | Juventus (1st)                   | ȚSKA Moscova (1st)         | Anderlecht (1st)        |
| Barcelona (1st)         | Napoli (2nd)                     | Ajax (1st)                 | Copenhaga (1st)         |
| Real Madrid (2nd)       | Porto (1st)                      |                            |                         |
| Runda play-off          |                                  |                            |                         |
| Campioane               | Non-campioane                    | Non-campioane              | Non-campioane           |
|                         | Arsenal (4th)                    | Schalke 04 (4th)           | Paços de Ferreira (3rd) |
| Real Sociedad (4th)     | Milan (3rd)                      |                            |                         |
| Turul trei preliminar   |                                  |                            |                         |
| Campioane               | Non-campioane                    | Non-campioane              | Non-campioane           |
| Basel (1st)             | Lyon (3rd)                       | PAOK (2nd)                 | Nordsjælland (2nd)      |
| Austria Viena (1st)     | Zenit Sankt Petersburg (2nd)     | Fenerbahçe (2nd)[Note TUR] | Grasshopper (2nd)       |
| APOEL (1st)             | PSV Eindhoven (2nd)              | Zulte Waregem (2nd)        | Red Bull Salzburg (2nd) |
|                         | Metalist Kharkiv (2nd)[Note UKR] |                            |                         |
| Turul doi preliminar    |                                  |                            |                         |
| Maccabi Tel Aviv (1st)  | Slovan Bratislava (1st)          | Sligo Rovers (1st)         | FH (1st)                |
| Celtic (1st)            | Molde (1st)                      | Maribor (1st)              | Sutjeska Nikšić (1st)   |
| Viktoria Plzeň (1st)    | Partizan (1st)                   | Ekranas (1st)              | Skënderbeu Korçë (1st)  |
| Legia Varșovia (1st)    | Ludogorets Razgrad (1st)         | Sheriff Tiraspol (1st)     | Birkirkara (1st)        |
| Dinamo Zagreb (1st)     | Győr (1st)                       | Neftchi Baku (1st)         | The New Saints (1st)    |
| Steaua București (1st)  | HJK (1st)                        | Daugava Daugavpils (1st)   | Nõmme Kalju (1st)       |
| BATE Borisov (1st)      | Dinamo Tbilisi (1st)             | Vardar (1st)               | Cliftonville (1st)      |
| Elfsborg (1st)          | Željezničar (1st)                | Shakhter Karagandy (1st)   | Fola Esch (1st)         |
| Primul tur preliminar   |                                  |                            |                         |
| Shirak (1st)            | EB/Streymur (1st)                | Lusitanos (1st)            | Tre Penne (1st)         |

Note
1. ^ Turcia (TUR): Pe 25 iunie 2013, Fenerbahçe a fost penalizată de UEFA pentru competițiile de club din 2013–14 UEFA din cauza scandalului de corupție din sportul turc din 2011.[12][13] Ei au contestat pedeapsa la Tribunalul de Arbitraj Sportiv, și pe 18 iulie 2013 acesta a indicat că penalizare trebuie suspendată temporar și echipa a fost inclusă în tururile preliminare, până la luarea deciziei finale care a fost luată în august 2013.[14][15][16] Fenerbahçe a evoluat în preliminariile Ligii Campionilor și a pierdut în runda play-off. Pe 28 august 2013, TAS a confirmat pedeapsa pusă de UEFA, ceea ce însemna că Fenerbahçe a fost penalizată pentru UEFA Europa League 2013-2014.[17][18]
2. ^ Ukraine (UKR): On 14 august 2013, Metalist Kharkiv were disqualified from the 2013–14 UEFA club competitions because of previous match-fixing.[19] UEFA decided to replace Metalist Kharkiv in the Champions League play-off round with PAOK, who were eliminated by Metalist Kharkiv in the third qualifying round.[20] Metalist Kharkiv made two urgent requests to the Court of Arbitration for Sport for temporary reinstatement until a final decision is reached, but both requests were rejected.[21][22][23][24][25][26] On 28 august 2013, the Court of Arbitration for Sport upheld UEFA's ban.[17][18]

## Programul competițional
Tragerile la sorți au loc la sediul UEFA de la Nyon, Elveția, dacă nu se specifică altceva (în paranteze).
| Faza              | Runda              | Data tragerii           | Turul                                   | Returul                                 |
| ----------------- | ------------------ | ----------------------- | --------------------------------------- | --------------------------------------- |
| Calificari        | Turul 1 preliminar | 24 iunie 2013           | 2–3 iulie 2013                          | 9–10 iulie 2013                         |
| Calificari        | Turul 2 preliminar | 24 iunie 2013           | 16–17 iulie 2013                        | 23–24 iulie 2013                        |
| Calificari        | Turul 3 preliminar | 19 iulie 2013           | 30-31 iulie 2013                        | 6–7 august 2013                         |
| Play-off          | Turul 4 preliminar | 9 august 2013           | 20–21 august 2013                       | 27–28 august 2013                       |
| Faza grupelor     | Prima etapă        | 29 august 2013 (Monaco) | 17–18 septembrie 2013                   | 17–18 septembrie 2013                   |
| Faza grupelor     | A doua etapă       | 29 august 2013 (Monaco) | 1–2 octombrie 2013                      | 1–2 octombrie 2013                      |
| Faza grupelor     | A treia etapă      | 29 august 2013 (Monaco) | 22–23 octombrie 2013                    | 22–23 octombrie 2013                    |
| Faza grupelor     | A patra etapă      | 29 august 2013 (Monaco) | 5–6 noiembrie 2013                      | 5–6 noiembrie 2013                      |
| Faza grupelor     | A cincea etapă     | 29 august 2013 (Monaco) | 26–27 noiembrie 2013                    | 26–27 noiembrie 2013                    |
| Faza grupelor     | A șasea etapă      | 29 august 2013 (Monaco) | 10–11 decembrie 2013                    | 10–11 decembrie 2013                    |
| Faza eliminatorie | Optimi de finală   | 13 decembrie 2013       | 18–19 și 25–26 februarie 2014           | 11–12 și 18–19 martie 2014              |
| Faza eliminatorie | Sferturi de finală | 21 martie 2014          | 1–2 aprilie 2014                        | 8–9 aprilie 2014                        |
| Faza eliminatorie | Semifinale         | 11 aprilie 2014         | 22–23 aprilie 2014                      | 29-30 aprilie 2014                      |
| Faza eliminatorie | Finala             | 11 aprilie 2014         | 24 mai 2014 pe Estádio da Luz, Lisabona | 24 mai 2014 pe Estádio da Luz, Lisabona |

## Tururi preliminare

### Primul tur preliminar
Tragerile la sorți pentru primul și al doilea tur preliminar a avut loc pe 24 iunie 2013. Prima manșă s-a jucta pe 2 iulie, iar manșa secundă pe 9 iulie 2013.
| Echipa 1  | Scor gen. | Echipa 2    | Tur | Retur |
| --------- | --------- | ----------- | --- | ----- |
| Shirak    | 3–1       | Tre Penne   | 3–0 | 0–1   |
| Lusitanos | 3–7       | EB/Streymur | 2–2 | 1–5   |

### Turul doi preliminar
Meciurile din manșa întâi s-au jucat pe 16 și 17 iulie, iar cele din manșa secundă pe 23 și 24 iulie 2013.
| Echipa 1          | Scor gen. | Echipa 2           | Tur | Retur    |
| ----------------- | --------- | ------------------ | --- | -------- |
| Neftchi Baku      | 0–1       | Skënderbeu Korçë   | 0–0 | 0–1 d.p. |
| Steaua București  | 5–1       | Vardar             | 3–0 | 2–1      |
| Viktoria Plzeň    | 6–4       | Željezničar        | 4–3 | 2–1      |
| Sheriff Tiraspol  | 6–1       | Sutjeska Nikšić    | 1–1 | 5–0      |
| Birkirkara        | 0–2       | Maribor            | 0–0 | 0–2      |
| Sligo Rovers      | 0–3       | Molde              | 0–1 | 0–2      |
| Elfsborg          | 11–1      | Daugava Daugavpils | 7–1 | 4–0      |
| HJK               | 1–2       | Nõmme Kalju        | 0–0 | 1–2      |
| Ekranas           | 1–3       | FH                 | 0–1 | 1–2      |
| The New Saints    | 1–4       | Legia Varșovia     | 1–3 | 0–1      |
| Cliftonville      | 0–5[A]    | Celtic             | 0–3 | 0–2      |
| Fola Esch         | 0–6[A]    | Dinamo Zagreb      | 0–5 | 0–1      |
| Győr              | 1–4       | Maccabi Tel Aviv   | 0–2 | 1–2      |
| BATE Borisov      | 0–2       | Shakhter Karagandy | 0–1 | 0–1      |
| Shirak            | 1–1 (a)   | Partizan           | 1–1 | 0–0      |
| Slovan Bratislava | 2–4       | Ludogorets Razgrad | 2–1 | 0–3      |
| Dinamo Tbilisi    | 9–2       | EB/Streymur        | 6–1 | 3–1      |

Note
1. ^ a b Order of legs reversed after original draw.

### Turul trei preliminar
Tragerea la sorți pentru turul trei preliminar a avut loc pe 19 iulie 2013. Prima manșă s-a jucat pe 30 și 31 iulie, iar manșa secundă pe 6 și 7 august 2013.
| Echipa 1           | Scor gen.          | Echipa 2               | Tur                | Retur              |                    |
| Pista campioanelor | Pista campioanelor | Pista campioanelor     | Pista campioanelor | Pista campioanelor | Pista campioanelor |
| ------------------ | ------------------ | ---------------------- | ------------------ | ------------------ | ------------------ |
| Basel              | 4–3                | Maccabi Tel Aviv       | 1–0                | 3–3                |                    |
| Molde              | 1–1 (a)            | Legia Varșovia         | 1–1                | 0–0                |                    |
| Ludogorets Razgrad | 3–1                | Partizan               | 2–1                | 1–0                |                    |
| Dinamo Tbilisi     | 1–3                | Steaua București       | 0–2                | 1–1                |                    |
| APOEL              | 1–1 (a)            | Maribor                | 1–1                | 0–0                |                    |
| Celtic             | 1–0                | Elfsborg               | 1–0                | 0–0                |                    |
| Shakhter Karagandy | 5–3                | Skënderbeu Korçë       | 3–0                | 2–3                |                    |
| Austria Viena      | 1–0                | FH                     | 1–0                | 0–0                |                    |
| Nõmme Kalju        | 2–10               | Viktoria Plzeň         | 0–4                | 2–6                |                    |
| Dinamo Zagreb      | 4–0                | Sheriff Tiraspol       | 1–0                | 3–0                |                    |
| Pista Ligii        |                    |                        |                    |                    |                    |
| Nordsjælland       | 0–6                | Zenit Sankt Petersburg | 0–1                | 0–5                |                    |
| Red Bull Salzburg  | 2–4                | Fenerbahçe             | 1–1                | 1–3                |                    |
| PAOK               | 1–3                | Metalist Kharkiv       | 0–2                | 1–1                |                    |
| PSV Eindhoven      | 5–0                | Zulte Waregem          | 2–0                | 3–0                |                    |
| Lyon               | 2–0                | Grasshopper            | 1–0                | 1–0                |                    |

## Runda play-off
Tragerea la sorți pentru runda play-off a avut loc pe 9 august 2013. Prima manșă s-a jucat pe 20 și 21 august, iar manșa secundă pe 27 și 28 august 2013.
Pe 14 august 2013, Metalist Harkiv a fost descalificată din sezonul 2013–14 al competițiilor UEFA de club din cauza unor meciuri aranjate anterior. UEFA a decis să o înlocuiască pe Metalist cu PAOK, care a fost eliminată de Metalist în turul trei preliminar.
Red Bull Salzburg a înaintat un protest după ce a fost înfrântă de Fenerbahçe în turul trei preliminar, dar el a fost respins de către UEFA și TAS.
| Echipa 1           | Scor gen. | Echipa 2               | Tur       | Retur     |           |
| Campioane          | Campioane | Campioane              | Campioane | Campioane | Campioane |
| ------------------ | --------- | ---------------------- | --------- | --------- | --------- |
| Dinamo Zagreb      | 3–4       | Austria Viena          | 0–2       | 3–2       |           |
| Ludogorets Razgrad | 2–6       | Basel                  | 2–4       | 0–2       |           |
| Viktoria Plzeň     | 4–1       | Maribor                | 3–1       | 1–0       |           |
| Shakhter Karagandy | 2–3       | Celtic                 | 2–0       | 0–3       |           |
| Steaua București   | 3–3 (a)   | Legia Varșovia         | 1–1       | 2–2       |           |
| Non-campioane      |           |                        |           |           |           |
| Lyon               | 0–4       | Real Sociedad          | 0–2       | 0–2       |           |
| Schalke 04         | 4–3       | PAOK                   | 1–1       | 3–2       |           |
| Paços de Ferreira  | 3–8       | Zenit Sankt Petersburg | 1–4       | 2–4       |           |
| PSV Eindhoven      | 1–4       | Milan                  | 1–1       | 0–3       |           |
| Fenerbahçe         | 0–5       | Arsenal                | 0–3       | 0–2       |           |

## Faza grupelor
| Reprezentarea culorilor               |
| ------------------------------------- |
| Echipe care progresează în optimi     |
| Echipe care continuă în Europa League |
| Echipe eliminate                      |

### Grupa A
| Echipa            | M | V | E | Î | GM | GP | DG | Pct. |
| ----------------- | - | - | - | - | -- | -- | -- | ---- |
| Manchester United | 6 | 4 | 2 | 0 | 12 | 3  | +9 | 14   |
| Leverkusen        | 6 | 3 | 1 | 2 | 9  | 10 | -1 | 10   |
| Șahtior Donețsk   | 6 | 2 | 2 | 2 | 7  | 6  | +1 | 8    |
| Real Sociedad     | 6 | 0 | 1 | 5 | 1  | 10 | -9 | 1    |

|             | Bayer | Man. United | Șahtior | Sociedad |
| ----------- | ----- | ----------- | ------- | -------- |
| Bayer       | –     | 0 - 5       | 4 - 0   | 2 - 1    |
| Man. United | 4 - 2 | –           | 1 - 0   | 1 - 0    |
| Șahtior     | 0 - 0 | 1 - 1       | –       | 4 - 0    |
| Sociedad    | 0 - 1 | 0 - 0       | 0 - 2   | –        |

### Grupa B
| Echipa      | M | V | E | Î | GM | GP | DG  | Pct. |
| ----------- | - | - | - | - | -- | -- | --- | ---- |
| Real Madrid | 6 | 5 | 1 | 0 | 20 | 5  | +15 | 16   |
| Galatasaray | 6 | 2 | 1 | 3 | 8  | 14 | -6  | 7    |
| Juventus    | 6 | 1 | 3 | 2 | 9  | 9  | +0  | 6    |
| Copenhaga   | 6 | 1 | 1 | 4 | 4  | 13 | -9  | 4    |

|             | Copenhaga | Galatasaray | Juventus | Real Madrid |
| ----------- | --------- | ----------- | -------- | ----------- |
| Copenhaga   | –         | 1 - 0       | 1 - 1    | 0 - 2       |
| Galatasaray | 3 - 1     | –           | 1 - 0    | 1 - 6       |
| Juventus    | 3 - 1     | 2 - 2       | –        | 2 - 2       |
| Real Madrid | 4 - 0     | 4 - 1       | 2 - 1    | –           |

### Grupa C
| Echipa     | M | V | E | Î | GM | GP | DG  | Pct. |
| ---------- | - | - | - | - | -- | -- | --- | ---- |
| PSG        | 6 | 4 | 1 | 1 | 16 | 5  | +11 | 13   |
| Olympiacos | 6 | 3 | 1 | 2 | 10 | 8  | +2  | 10   |
| Benfica    | 6 | 3 | 1 | 2 | 8  | 8  | +0  | 10   |
| Anderlecht | 6 | 0 | 1 | 5 | 4  | 17 | -13 | 1    |

|            | Anderlecht | Benfica | Olympiacos | PSG   |
| ---------- | ---------- | ------- | ---------- | ----- |
| Anderlecht | –          | 2 - 3   | 0 - 3      | 0 - 5 |
| Benfica    | 2 - 0      | –       | 1 - 1      | 2 - 1 |
| Olympiacos | 3 - 1      | 1 - 0   | –          | 1 - 4 |
| PSG        | 1 - 1      | 3 - 0   | 2 - 1      | –     |

### Grupa D
| Echipa          | M | V | E | Î | GM | GP | DG  | Pct. |
| --------------- | - | - | - | - | -- | -- | --- | ---- |
| Bayern          | 6 | 5 | 0 | 1 | 17 | 5  | +12 | 15   |
| Manchester City | 6 | 5 | 0 | 1 | 18 | 10 | +8  | 15   |
| Plzeň           | 6 | 1 | 0 | 5 | 6  | 17 | -11 | 3    |
| CSKA Moscova    | 6 | 1 | 0 | 5 | 8  | 17 | -9  | 3    |

|           | Bayern | Man. City | Plzeň | ȚSKA  |
| --------- | ------ | --------- | ----- | ----- |
| Bayern    | –      | 2 - 3     | 5 - 0 | 3 - 0 |
| Man. City | 1 - 3  | –         | 4 - 2 | 5 - 2 |
| Plzeň     | 0 - 1  | 0 - 3     | –     | 2 - 1 |
| ȚSKA      | 1 - 3  | 1 - 2     | 3 - 2 | –     |

### Grupa E
| Echipa           | M | V | E | Î | GM | GP | G  | Pct. |
| ---------------- | - | - | - | - | -- | -- | -- | ---- |
| Chelsea          | 6 | 4 | 0 | 2 | 12 | 3  | +9 | 12   |
| Schalke 04       | 6 | 3 | 1 | 2 | 6  | 6  | 0  | 10   |
| Basel            | 6 | 2 | 2 | 2 | 5  | 6  | -1 | 8    |
| Steaua București | 6 | 0 | 3 | 3 | 2  | 10 | -8 | 3    |

|         | Basel | Chelsea | Schalke | Steaua |
| ------- | ----- | ------- | ------- | ------ |
| Basel   | –     | 1 - 0   | 0 - 1   | 1 - 1  |
| Chelsea | 1 - 2 | –       | 3 - 0   | 1 - 0  |
| Schalke | 2 - 0 | 0 - 3   | –       | 3 - 0  |
| Steaua  | 1 - 1 | 0 - 4   | 0 - 0   | –      |

### Grupa F
| Echipa    | M | V | E | Î | GM | GP | DG | Pct. |
| --------- | - | - | - | - | -- | -- | -- | ---- |
| Dortmund  | 6 | 4 | 0 | 2 | 11 | 6  | +5 | 12   |
| Arsenal   | 6 | 4 | 0 | 2 | 8  | 5  | +3 | 12   |
| Napoli    | 6 | 4 | 0 | 2 | 10 | 9  | +1 | 12   |
| Marseille | 6 | 0 | 0 | 6 | 5  | 14 | -9 | 0    |

|           | Arsenal | Dortmund | Marseille | Napoli |
| --------- | ------- | -------- | --------- | ------ |
| Arsenal   | –       | 1 - 2    | 2 - 0     | 2 - 0  |
| Dortmund  | 0 - 1   | –        | 3 - 0     | 3 - 1  |
| Marseille | 1 - 2   | 1 - 2    | –         | 1 - 2  |
| Napoli    | 2 - 0   | 2 - 1    | 3 - 2     | –      |

### Grupa G
| Echipa          | M | V | E | Î | GM | GP | DG  | Pct. |
| --------------- | - | - | - | - | -- | -- | --- | ---- |
| Atlético Madrid | 6 | 5 | 1 | 0 | 15 | 3  | +12 | 16   |
| Zenit           | 6 | 1 | 3 | 2 | 5  | 9  | -4  | 6    |
| Porto           | 6 | 1 | 2 | 3 | 4  | 7  | -3  | 5    |
| Austria Viena   | 6 | 1 | 2 | 3 | 5  | 10 | -5  | 5    |

|          | Atlético | Austria | Porto | Zenit |
| -------- | -------- | ------- | ----- | ----- |
| Atlético | –        | 4 - 0   | 2 - 0 | 3 - 1 |
| Austria  | 0 - 3    | –       | 0 - 1 | 4 - 1 |
| Porto    | 1 - 2    | 1 - 1   | –     | 0 - 1 |
| Zenit    | 1 - 1    | 0 - 0   | 1 - 1 | –     |

### Grupa H
| Echipa    | M | V | E | Î | GM | GP | DG  | Pct. |
| --------- | - | - | - | - | -- | -- | --- | ---- |
| Barcelona | 6 | 4 | 1 | 1 | 16 | 5  | +11 | 13   |
| Milan     | 6 | 2 | 3 | 1 | 8  | 5  | +3  | 9    |
| Ajax      | 6 | 2 | 2 | 2 | 5  | 8  | -3  | 8    |
| Celtic    | 6 | 1 | 0 | 5 | 3  | 14 | -11 | 3    |

|           | Ajax  | Barcelona | Celtic | Milan |
| --------- | ----- | --------- | ------ | ----- |
| Ajax      | –     | 2 - 1     | 1 - 0  | 1 - 1 |
| Barcelona | 4 - 0 | –         | 6 - 1  | 3 - 1 |
| Celtic    | 2 - 1 | 0 - 1     | –      | 0 - 3 |
| Milan     | 0 - 0 | 1 - 1     | 2 - 0  | –     |

## Faza eliminatorie
În faza eliminatorie, echipele au jucat una împotriva alteia meciuri în două manșe, unul acasă și celălalt în deplasare, excepție fiind doar finala care este dintr-un singur meci. Mecanismul tragerilor la sorți pentru fiecare rundă este următorul:
- La tragerea la sorți pentru optimile de finală, cele opt echipe câștigătoare ale grupelor vor fi capi de serie, iar celelalte opt echipe clasate pe locurile secunde în grupe vor fi necotate. Astfel echipele ce sunt capi de serie vor juca cu cele necotate, și capii de serie vor juca returul acasă. Echipele din aceeași grupă sau din aceeași țară nu pot pica să joace între ele în faza optimilor de finală.
- La tragerea la sorți pentru sferturile de finală, nu se aplică regula capilor de serie și toate echipele pot fi extrase să joace între ele.

### Optimi de finală
Tragerile la sorți pentru meciurile din optimile de finală a avut loc pe 16 decembrie 2013. Primele manșe s-au jucat pe 18, 19, 25 și 26 februarie, iar manșele secunde pe 11, 12, 18 și 19 martie 2014.
| Echipa 1               | Scor gen. | Echipa 2            | Tur | Retur |
| ---------------------- | --------- | ------------------- | --- | ----- |
| Manchester City        | 1–4       | Barcelona           | 0–2 | 1–2   |
| Olympiacos             | 2–3       | Manchester United   | 2–0 | 0–3   |
| Milan                  | 1–5       | Atlético Madrid     | 0–1 | 1–4   |
| Bayer Leverkusen       | 1–6       | Paris Saint-Germain | 0–4 | 1–2   |
| Galatasaray            | 1–3       | Chelsea             | 1–1 | 0–2   |
| Schalke 04             | 2–9       | Real Madrid         | 1–6 | 1–3   |
| Zenit Sankt Petersburg | 4–5       | Borussia Dortmund   | 2–4 | 2–1   |
| Arsenal                | 1–3       | Bayern München      | 0–2 | 1–1   |

### Sferturi de finală
Tragerea la sorți pentru sferturile de finală a avut loc pe 21 martie 2014. Prima manșă s-a jucat pe 1 și 2 aprilie, iar manșa a doua pe 8 și 9 aprilie 2014.
| Echipa 1            | Scor gen. | Echipa 2          | Tur | Retur |
| ------------------- | --------- | ----------------- | --- | ----- |
| Barcelona           | 1–2       | Atlético Madrid   | 1–1 | 0–1   |
| Real Madrid         | 3–2       | Borussia Dortmund | 3–0 | 0–2   |
| Paris Saint-Germain | 3–3 (d)   | Chelsea           | 3–1 | 0–2   |
| Manchester United   | 2–4       | Bayern München    | 1–1 | 1–3   |

### Semifinale
Tragerea la sorți pentru semifinale și finală (pentru a se determina echipa "gazdă" în scopuri administrative) a avut loc pe 11 aprilie 2014.Prima manșă s-a jucat pe 22 și 23 aprilie, iar manșa secundă s-a jucat pe 29 și 30 aprilie 2014.
| Echipa 1        | Scor gen. | Echipa 2       | Tur | Retur |
| --------------- | --------- | -------------- | --- | ----- |
| Real Madrid     | 5–0       | Bayern München | 1–0 | 4–0   |
| Atlético Madrid | 3–1       | Chelsea        | 0–0 | 3–1   |

### Finala
Finala s-a jucat în data de 24 mai 2014 pe stadionul Estádio da Luz din Lisabona, Portugalia. Câștigătoarea se va califica pentru Supercupa Europei 2014 și Campionatul Mondial al Cluburilor FIFA 2014.
| Real Madrid                                            | 4–1 (d.p.) | Atlético Madrid |
| ------------------------------------------------------ | ---------- | --------------- |
| Ramos 90+3' Bale 110' Marcelo 118' Ronaldo 120' (pen.) | Report     | Godín 36'       |

## Statistici
Statisticile exclud rundele de calificări și play-off.
| Poziție | Jucător            | Echipa              | Goluri | Minute jucate |
| ------- | ------------------ | ------------------- | ------ | ------------- |
| 1       | Cristiano Ronaldo  | Real Madrid         | 17     | 1003'         |
| 2       | Zlatan Ibrahimović | Paris Saint-Germain | 10     | 646'          |
| 3       | Diego Costa        | Atlético Madrid     | 8      | 571'          |
| 3       | Lionel Messi       | Barcelona           | 8      | 630'          |
| 5       | Sergio Agüero      | Manchester City     | 6      | 429'          |
| 5       | Robert Lewandowski | Borussia Dortmund   | 6      | 809'          |
| 7       | Álvaro Negredo     | Manchester City     | 5      | 326'          |
| 7       | Arturo Vidal       | Juventus            | 5      | 533'          |
| 7       | Thomas Müller      | Bayern München      | 5      | 708'          |
| 7       | Gareth Bale        | Real Madrid         | 6      | 883'          |
| 7       | Marco Reus         | Borussia Dortmund   | 5      | 769'          |
| 7       | Karim Benzema      | Real Madrid         | 5      | 834'          |

| Poziție | Jucător           | Echipa              | Pase de gol | Minute jucate |
| ------- | ----------------- | ------------------- | ----------- | ------------- |
| 1       | Wayne Rooney      | Manchester United   | 8           | 767'          |
| 2       | Ángel di María    | Real Madrid         | 5           | 702'          |
| 2       | Karim Benzema     | Real Madrid         | 5           | 834'          |
| 4       | Samir Nasri       | Manchester City     | 4           | 430'          |
| 4       | G.van der Wiel    | Paris Saint-Germain | 4           | 540'          |
| 4       | Oscar             | Chelsea             | 4           | 692'          |
| 4       | Gareth Bale       | Real Madrid         | 4           | 753'          |
| 4       | Cristiano Ronaldo | Real Madrid         | 4           | 873'          |
| 4       | Arjen Robben      | Bayern München      | 4           | 877'          |
| 4       | Gabi              | Atlético Madrid     | 4           | 990'          |